# Harriët Westerdijk
Harriët Westerdijk (Rotterdam, 1983 of 1984) is een Nederlands politica voor de Volkspartij voor Vrijheid en Democratie (VVD). Sinds 15 januari 2025 is zij burgemeester van Krimpen aan den IJssel.

## Levensloop

### Jeugd
Harriët Westerdijk groeide op in Rotterdam en Capelle aan den IJssel. Ze volgde de Topsporttalentschool Thorbecke in Rotterdam met de ambitie om professioneel tennisser te worden. Een blessure maakte echter een einde aan deze plannen, waarna ze rechten ging studeren aan de Erasmus Universiteit. Na haar studie werkte ze enige tijd in het dameskledingbedrijf van haar ouders, waar ze veel verschillende mensen ontmoette.

### Begin politiek
In haar studententijd werd Westerdijk lid van de JOVD en in 2012 van de VVD. Westerdijk begon haar politieke carrière in 2014 als gemeenteraadslid voor de VVD in Capelle aan den IJssel. In 2018 trad zij toe tot het college van burgemeester en wethouders als wethouder, waarbij zij verantwoordelijk was voor de portefeuilles sport, onderwijs, sociale zaken en participatie.

### Burgemeester
In november 2024 werd Westerdijk door de gemeenteraad van Krimpen aan den IJssel voorgedragen als nieuwe burgemeester. Ze werd gekozen uit meer dan twintig kandidaten. De commissaris van de Koning in Zuid-Holland, Wouter Kolff, installeerde haar op 15 januari 2025 officieel in deze functie. Hiermee heeft ze Martijn Vroom opgevolgd, die in 2023 vertrok. Gedurende de tussenliggende periode was Jan Luteijn waarnemend burgemeester.

## Onderscheidingen
- Voor haar verdiensten als raadslid en wethouder in Capelle aan den IJssel ontving Westerdijk de erepenning van de gemeente.[6]

## Privé
In haar vrije tijd geniet ze van skiën, pubquizzen en wandelen met haar hond.